# Municipio de Black Oak (Iowa)
El municipio de Black Oak (en inglés: Black Oak Township) es un municipio ubicado en el condado de Mahaska en el estado estadounidense de Iowa. En el año 2010 tenía una población de 753 habitantes y una densidad poblacional de 8,72 personas por km².

## Geografía
El municipio de Black Oak se encuentra ubicado en las coordenadas 41°22′29″N 92°49′40″O / 41.37472, -92.82778. Según la Oficina del Censo de los Estados Unidos, el municipio tiene una superficie total de 86.34 km², de la cual 86,32 km² corresponden a tierra firme y (0,02 %) 0,02 km² es agua.

## Demografía
Según el censo de 2010, había 753 personas residiendo en el municipio de Black Oak. La densidad de población era de 8,72 hab./km². De los 753 habitantes, el municipio de Black Oak estaba compuesto por el 99,87 % blancos y el 0,13 % eran de una mezcla de razas. Del total de la población el 0 % eran hispanos o latinos de cualquier raza.